# العلاقات السنغالية البالاوية
العلاقات السنغالية البالاوية هي العلاقات الثنائية التي تجمع بين السنغال وبالاو.

## مقارنة بين البلدين
هذه مقارنة عامة ومرجعية للدولتين:
| وجه المقارنة                                              | السنغال                                              | بالاو                         |
| --------------------------------------------------------- | ---------------------------------------------------- | ----------------------------- |
| المساحة (كم2)                                             | 196.72 ألف                                           | 465                           |
| عدد السكان (نسمة)                                         | 15.85 مليون                                          | 21.73 ألف                     |
| الكثافة السكانية (ن./كم²)                                 | 80.57                                                | 4.67 ألف                      |
| العاصمة                                                   | داكار                                                | نغيرولمود، كورور              |
| اللغة الرسمية                                             | لغة فرنسية، اللغة الولوفية، باديارا ‏، اللغة البلنتية | لغة إنجليزية، اللغة البالاوية |
| العملة                                                    | فرنك غرب أفريقي                                      | دولار أمريكي                  |
| الناتج المحلي الإجمالي (بليون دولار)                      | 16.37 مليار                                          | 291.54 مليون                  |
| الناتج المحلي الإجمالي (تعادل القوة الشرائية) بليون دولار | 36.62 مليار                                          | 326.12 مليون                  |
| الناتج المحلي الإجمالي الاسمي للفرد دولار أمريكي          | 899                                                  | 13.50 ألف                     |
| الناتج المحلي الإجمالي للفرد دولار أمريكي                 | 2.33 ألف                                             | 14.76 ألف                     |
| مؤشر التنمية البشرية                                      | 0.466                                                | 0.780                         |
| رمز المكالمات الدولي                                      | +221                                                 | +680                          |
| رمز الإنترنت                                              | .sn                                                  | .pw                           |
| المنطقة الزمنية                                           | 00                                                   | ت ع م+09:00                   |

## منظمات دولية مشتركة
يشترك البلدان في عضوية مجموعة من المنظمات الدولية، منها:
| علم المنظمة | اسم المنظمة                                 | تاريخ انضمام السنغال | تاريخ انضمام بالاو |
| ----------- | ------------------------------------------- | -------------------- | ------------------ |
|             | مجموعة دول أفريقيا والكاريبي والمحيط الهادئ | ?                    | ?                  |
|             | مؤسسة التنمية الدولية                       | 31 أغسطس 1962        | 16 ديسمبر 1997     |
|             | الأمم المتحدة                               | 28 سبتمبر 1960       | 15 ديسمبر 1994     |
|             | البنك الدولي للإنشاء والتعمير               | 31 أغسطس 1962        | 16 ديسمبر 1997     |
|             | منظمة حظر الأسلحة الكيميائية                | ?                    | ?                  |
|             | مؤسسة التمويل الدولية                       | 31 أغسطس 1962        | 16 ديسمبر 1997     |
|             | وكالة ضمان الاستثمار متعدد الأطراف          | 12 أبريل 1988        | 16 ديسمبر 1997     |
|             | يونسكو                                      | 10 نوفمبر 1960       | 20 سبتمبر 1999     |

## وصلات خارجية
- موقع وزارة الخارجية السنغالية